# Coupe de cerises, Prunes et Melon
Coupe de cerises, Prunes et Melon est une peinture à l'huile sur toile datée vers 1633, de la peintre française de natures mortes Louise Moillon. Elle est conservée au musée du Louvre à Paris.

## Analyse
C’est peut-être la plus célèbre peinture de Louise Moillon. Pierre Rosenberg a souligné la subtilité de « l’accord acide des couleurs » dans lequel réside « une grande part du charme de la Coupe de cerises » : « Le compotier de porcelaine blanc-gris, les cerises croquantes, jaunes et rouges, disposées dans leur couronne de feuilles d’un vert sombre, les prunes bleues, celle isolée au centre de la composition, couleur sulfate de cuivre, l’écorce vert tendre du melon à la chair orange ».
Cette œuvre fascine d'abord par la beauté du coloris, avec le rouge intense des cerises qui éclate par contraste avec le vert foncé des feuilles. Les touches bleutées des prunes à gauche et le jaune orangé du melon à droite répondent à ce rouge.
Le principe consistant à juxtaposer les fruits sur un plateau de table vu en perspective cavalière procède de la peinture de l'Europe du Nord du début du XVIIe siècle. C’est donc un type un peu archaïque dans les années 1630. Louise Moillon ordonne et équilibre soigneusement la composition de part et d’autre de la masse de la coupe de cerises, qui attire immédiatement le regard, avec une légère dissymétrie des prunes et du melon de part et d'autre. Elle joint la subtilité du coloris à une grande précision dans la touche et à une science consommée des lumières et du dessin des ombres afin de faire ressortir les fruits tout naturellement, suscitant ainsi un sentiment d’apaisement et de tranquillité, chacun des objets venant s'harmoniser insensiblement dans l'ensemble dominé par les cerises.
Le tableau a été refixé à la cire-résine par Jeanine Roussel-Nazat en 1989.

## Acquisition
Cette œuvre a été acquise par dation de Jean Riechers en 1982.

## Exposition
Cette peinture est exposée dans le cadre de l'exposition Les Choses. Une histoire de la nature morte au musée du Louvre du 12 octobre 2022 au 23 janvier 2023, parmi les œuvres de l'espace nommé « Sélectionner, collectionner, classer ».